# Observatório Astronômico Nacional do Chile

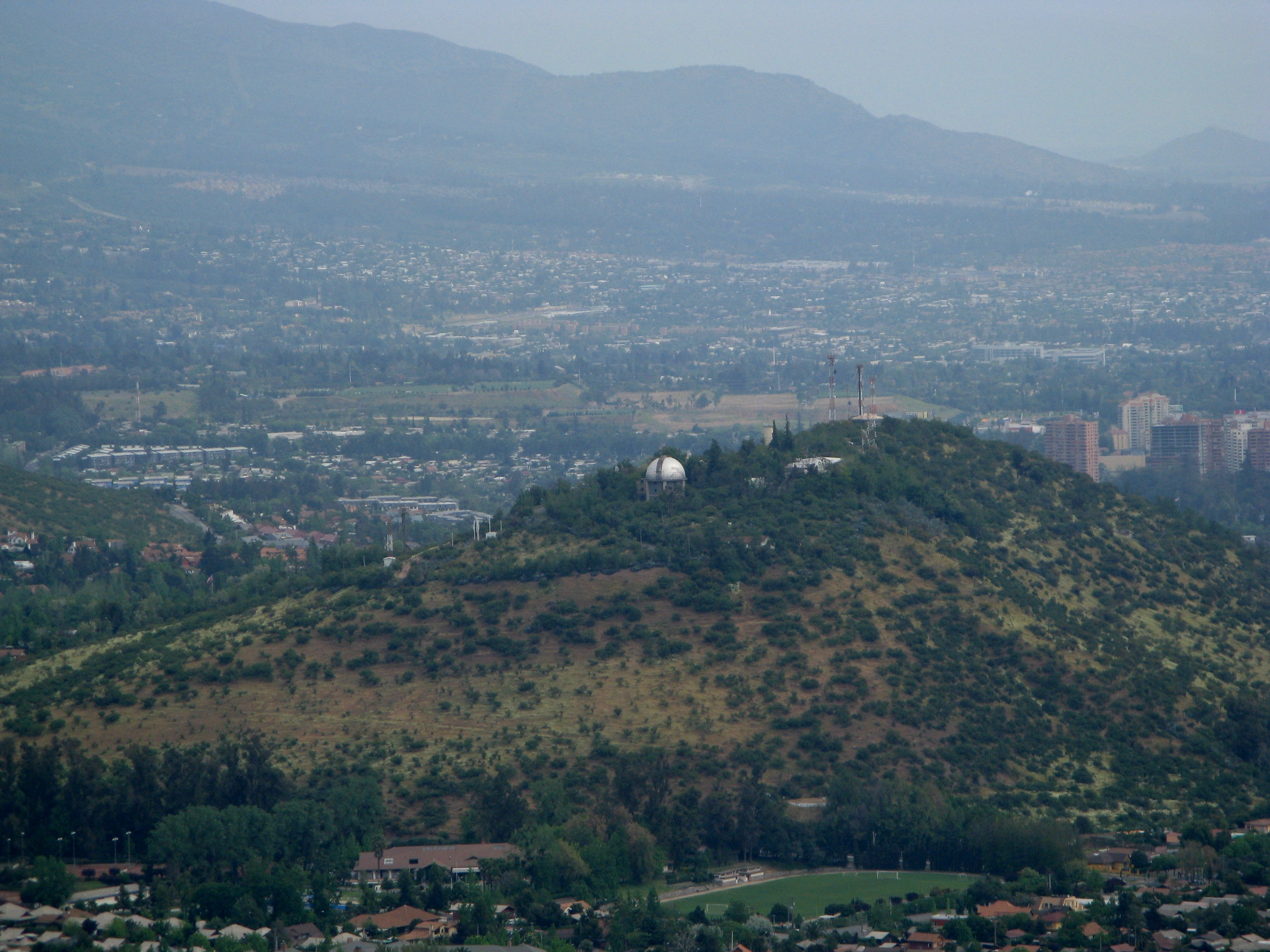
Cerro Calán

O Observatório Astronômico Nacional do Chile (em espanhol: Observatorio Astronómico Nacional de Chile - OAN) é um observatório astronômico de propriedade e operado pelo Departamento de Astronomia da Universidade do Chile (UCh). Ele está localizado no Cerro Calán, uma colina na comuna de Las Condes. A comuna é um subúrbio a leste de Santiago localizado na Província de Santiago na Região Metropolitana de Santiago. O OAN foi fundado em 1852 e tornou-se uma parte da UCh em 1927.

## Estação Astronômica de Cerro El Roble
A Estação Astronômica de Cerro El Roble (em espanhol: Estación Astronómica de Cerro El Roble), também conhecido como Observatório de Cerro El Roble, está localizado nas seguintes coordenadas 32° 58′ S, 71° 00′ O em Cerro El Roble, uma montanha na fronteira entre a Região Metropolitana de Santiago e Região Valparaíso. O edifício do observatório fica a uma altitude de 2200 metros e está aproximadamente a 63 km a noroeste de Santiago. Foi construído pela UCh em 1967 para abrigar um telescópio Maksutov de 70 cm (28 pol) fornecidos pela União Soviética e, que começou a operar em 1968.

## Atualidade

### Departamento de Astronomia
O Departamento de Astronomia (DAS) foi criado em 1965 como parte da Faculdade de Ciências Físicas e Matemáticas da Universidade do Chile. Para visita é necessário entrar em contato com o Departamento de Astronomia da Universidade do Chile, que se inscreverem às partes interessadas para organizar visitas. As visitas são às segundas, quartas e sextas-feiras. Hoje o Chile tornou-se o mais importante centro astronômico em todo o Hemisfério Sul, devido à qualidade excepcional do céu e sua longa tradição astronômica.

### Cursos de astronomia Comunitários
O Departamento de Astronomia (DAS) da Universidade do Chile, realiza desde de 30 de setembro de 2011 o curso "As Estrelas: O que são, sua vida e sua morte", a fim de trazer esta disciplina para a comunidade.